# Рыманов, Александр Анатольевич
Александр Анатольевич Рыманов (род. 25 августа 1959 года) — советский и российский гандболист, олимпийский чемпион 1988 года. Заслуженный мастер спорта СССР, звание присвоено в 1982 году.
Самый результативный игрок в составе сборной СССР в финальном матче Олимпийских игр 1988 года (7 мячей), в котором были завоёваны золотые медали.
Выступал за ЦСКА (Москва). Участник чемпионата мира 1995 года в составе сборной России (четыре матча, два гола).
Позднее тренировал клуб германской бундеслиги «Минден».

## Достижения
- Олимпийский чемпион 1988 года (6 игр, 18 мячей);
- Чемпион мира 1982 года.